# Gloeospermum ferrugineostictum
Gloeospermum ferrugineostictum är en violväxtart som beskrevs av André Georges Marie Walter Albert Robyns. Gloeospermum ferrugineostictum ingår i släktet Gloeospermum och familjen violväxter. Inga underarter finns listade i Catalogue of Life.